# 13343 Annietaylor
13343 Annietaylor este o planetă minoră (asteroid), cu un diametru de 7,943 km, din centura de asteroizi. A fost descoperită pe 26 septembrie 1998 la Magdalena Ridge Observatory⁠(d) de Lincoln Near-Earth Asteroid Research. 
Obiectul prezintă o orbită caracterizată de o semiaxă mare de 2,7688451 UAi, o excentricitate de 0,06, o înclinație de 5,75984 ° în raport cu ecliptica.